# Анінішу-дін-Дял
Анінішу-дін-Дял (рум. Aninișu din Deal) — село у повіті Горж в Румунії. Входить до складу комуни Красна.
Село розташоване на відстані 212 км на північний захід від Бухареста, 31 км на північний схід від Тиргу-Жіу, 96 км на північ від Крайови.

## Населення
За даними перепису населення 2002 року у селі проживали 280 осіб, усі — румуни. Усі жителі села рідною мовою назвали румунську.